# Дайсецузан (вулканічна група)

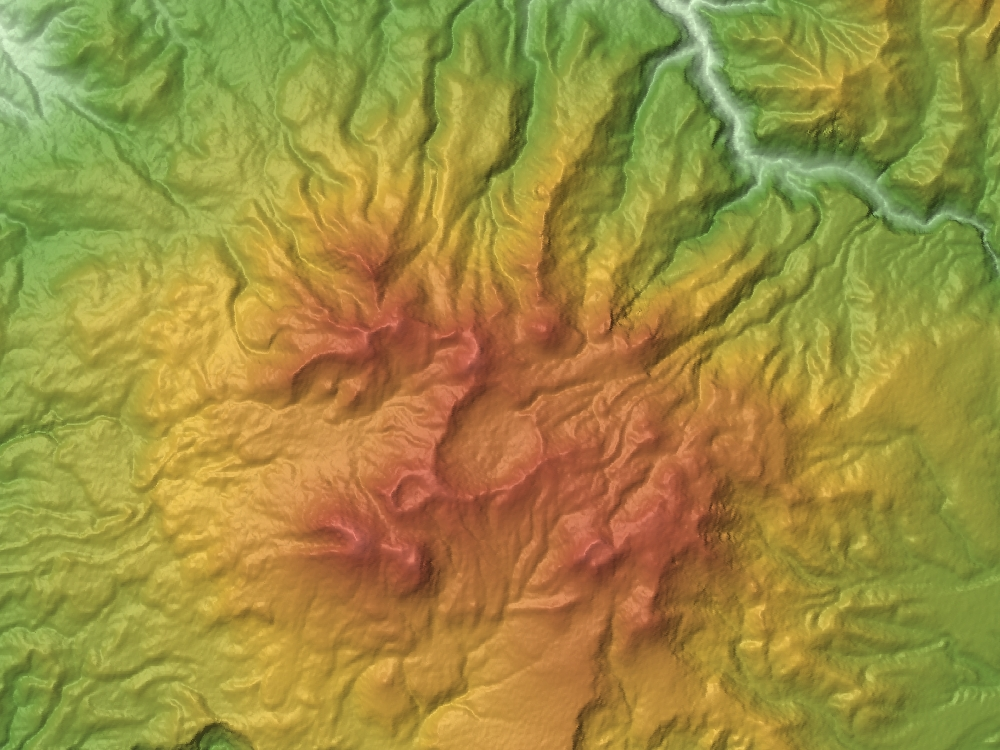
Група вулканів Тайсецу

Вулканічна група Дайсецузан (яп. 大雪山系, Daisetsu-sankei, also called Taisetsu-zan)  — вулканічна група вершин, що лежать навколо двокілометрової кальдери Охачі-Дайра (яп. 御鉢平, Ohachi-daira) Хоккайдо, Японія. Мовою айнів вона відома як Нутапукаушіпе (що означає «гора над річкою»),  Нутаку Камушупе або Оптатеске.  Ці вершини є найвищими на Хоккайдо. Свою назву ця група отримала від національного парку Дайсецузан, у якому розташована.

## Географія
Вулканічна група лежить на північному кінці грабена Дайсецу-Токачі  на Курильській дузі Тихоокеанського вогняного кільця. Вулканічна активність проявлена у вигляді фумаролів і природних гарячих джерел.

## Список гір за висотою
Вулканічну групу становлять такі вершини:
| Ім'я                                     | Висота (метри) | Висота (фути) | Тип             |
| ---------------------------------------- | -------------- | ------------- | --------------- |
| Гора Асахі (яп. 旭岳, Asahi-dake)        | 2290           | 7510          | стратовулкан    |
| Гора Гокучін (яп. 北鎮岳, Hokuchin-dake) | 2244           | 7362          | лавовий купол   |
| Гора Гакуун (яп. 白雲岳, Hakuun-dake)    | 2230           | 7316,3        | лавовий купол   |
| Гора Кума (яп. 熊ヶ岳, Kuma-ga-dake)     | 2210           | 7250          | стратовулкан    |
| Гора Піппу (яп. 比布岳, Pippu-dake)      | 2197           | 7208          | вулканічний     |
| Гора Мамія (яп. 間宮岳, Mamiya-dake)     | 2185           | 7169          | кільце кальдери |
| Гора Коізумі (яп. 小泉岳, Koizumi-dake)  | 2158           | 7080          | стратовулкан    |
| Гора Хоккай (яп. 北海岳, Hokkai-dake)    | 2149           | 7051          | кільце кальдери |
| Гора Нокогірі (яп. 鋸岳, Nokogiri-dake)  | 2142           | 7028          | вулканічний     |
| Гора Мацуда (яп. 松田岳, Matsuda-dake)   | 2136           | 7008          | кільце кальдери |
| Гора Рьоун (яп. 凌雲岳, Ryōun-dake)      | 2125           | 6972          | лавовий купол   |
| Гора Нака (яп. 中岳, Naka-dake)          | 2113           | 6932          | кільце кальдери |
| Гора Айбецу (яп. 愛別岳, Aibetsu-dake)   | 2112,7         | 6931          | вулканічний     |
| Гора Ака (яп. 赤岳, Aka-dake)            | 2078,5         | 6819          | стратовулкан    |
| Гора Ебоші (яп. 烏帽子岳, Eboshi-dake)   | 2072           | 6798          | стратовулкан    |
| Гора Гошікі (яп. 五色岳, Goshiki-dake)   | 2038           | 6686          | -               |
| Гора Мідорі (яп. 緑岳, Midori-dake)      | 2019,9         | 6627          | -               |
| Гора Куро (яп. 黒岳, Kuro-dake)          | 1984,3         | 6510          | лавовий купол   |
| Гора Нагаяма (яп. 永山岳, Nagayama-dake) | 1978           | 6490          | стратовулкан    |
| Гора Кейгецу (яп. 桂月岳, Keigetsu-dake) | 1938           | 6358          | лавовий купол   |